# Hymenagaricus
Genre
Hymenagaricus est un genre de champignons basidiomycètes  de la famille des Agaricaceae, appartenant à l’ordre des Agaricales. 

## Liste d'espèces
Selon Catalogue of Life (27 octobre 2013) :
- Hymenagaricus alphitochrous
- Hymenagaricus ardosiaecolor
- Hymenagaricus caespitosus
- Hymenagaricus calicutensis
- Hymenagaricus canoruber
- Hymenagaricus cylindrocystis
- Hymenagaricus epipastus
- Hymenagaricus fuscobrunneus
- Hymenagaricus hymenopileus
- Hymenagaricus kivuensis
- Hymenagaricus laticystis
- Hymenagaricus nigrovinosus
- Hymenagaricus nigroviolaceus
- Hymenagaricus ochraceoluteus
- Hymenagaricus olivaceus
- Hymenagaricus pallidodiscus
- Hymenagaricus rufomarginatus
- Hymenagaricus subaeruginosus
- Hymenagaricus taiwanensis

Selon Index Fungorum (27 octobre 2013) :
- Hymenagaricus alphitochrous (Berk. & Broome) Heinem. 1981
- Hymenagaricus ardosiaecolor (Heinem.) Heinem. 1985
- Hymenagaricus caespitosus D.A. Reid & Eicker 1995
- Hymenagaricus calicutensis Heinem. & Little Flower 1984
- Hymenagaricus canoruber (Berk. & Broome) Heinem. & Little Flower 1984
- Hymenagaricus cylindrocystis Heinem. & Little Flower 1984
- Hymenagaricus epipastus (Berk. & Broome) Heinem. & Little Flower 1984
- Hymenagaricus fuscobrunneus D.A. Reid & Eicker 1998
- Hymenagaricus globisporus (T.J. Baroni) Heinem. 1985
- Hymenagaricus hymenopileus (Heinem.) Heinem. 1981
- Hymenagaricus kivuensis Heinem. 1984
- Hymenagaricus laticystis Heinem. 1985
- Hymenagaricus nigrovinosus (Pegler) Heinem. 1981
- Hymenagaricus nigroviolaceus Heinem. 1985
- Hymenagaricus ochraceoluteus D.A. Reid & Eicker 1998
- Hymenagaricus olivaceus Heinem. 1985
- Hymenagaricus pallidodiscus D.A. Reid & Eicker 1999
- Hymenagaricus rufomarginatus D.A. Reid & Eicker 1998
- Hymenagaricus subaeruginosus (Berk. & Broome) Heinem. & Little Flower 1984
- Hymenagaricus taiwanensis Zhu L. Yang, Z.W. Ge & C.M. Chen 2008

Selon NCBI (27 octobre 2013) :
- Hymenagaricus ardosiicolor
- Hymenagaricus epipastus
- Hymenagaricus taiwanensis